# Ingeborg av Kalundborg
Ingeborg Esbensdatter, känd som Ingeborg av Kalundborg, död 1267 i Slesvig, var en inflytelserik dansk borgägare. 
Hon var dotter till Esbern Snare och Helena Guttormsdotter och gifte sig med stormannen Peder Strangesen (d. 1241). Ingeborg var känd som välgörare för Sorø Kloster, som hennes make hade varit i konflikt med. År 1250 förlänade hon all sin jord i Bringstrup och Ørslev. Hon donerade också till Aarhus Domkirke. Ingeborg hade en mäktig position genom sitt innehav av faderns borg Kalundborg, och kallades "mægtig Frue" och "Ingeborg av Kalundborg". Ingeborg tycks ha ställt sig på hertig Erik Abelsens sida i dennes konflikt med Danmarks kungahus: hennes son Anders (Abels Marsk) stred på hertigens sida 1261, och året därpå fördrevs Ingeborg från Kalundborg och tvingades fly till Schleswig.